# Nissan Titan

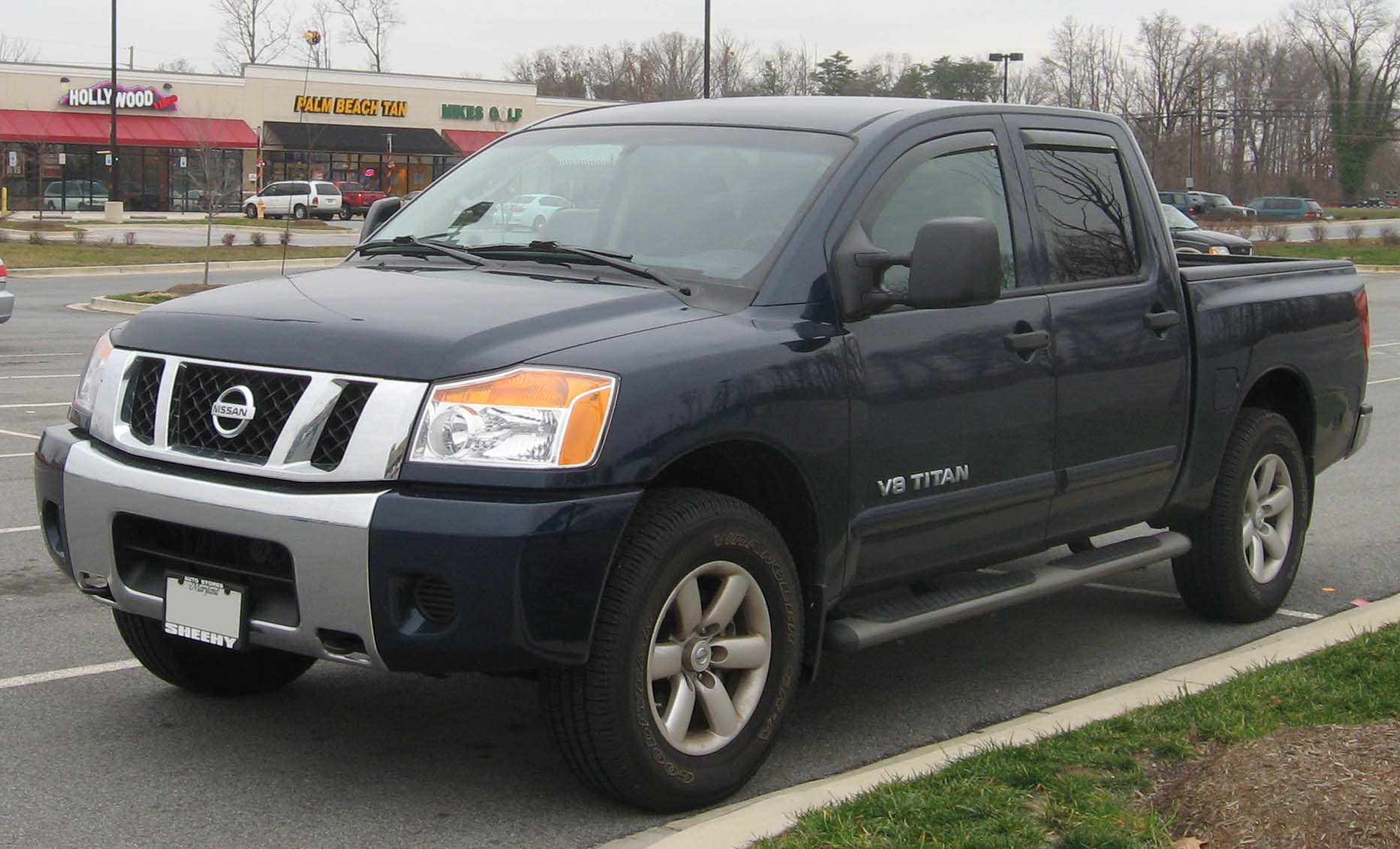
Nissan Titan del 2005

El Nissan Titan és un vehicle de tipus full size pick up fabricat per al mercat de Nord-amèrica per Nissan des del 2004 a la planta de Canton, Mississippi; comparteix xassís amb el Nissan Armada i Infiniti QX56.
Rivals de la Titan són la Toyota Tundra, Dodge RAM, GMC Sierra, Chevrolet Silverado i Ford F150.

## Informació general

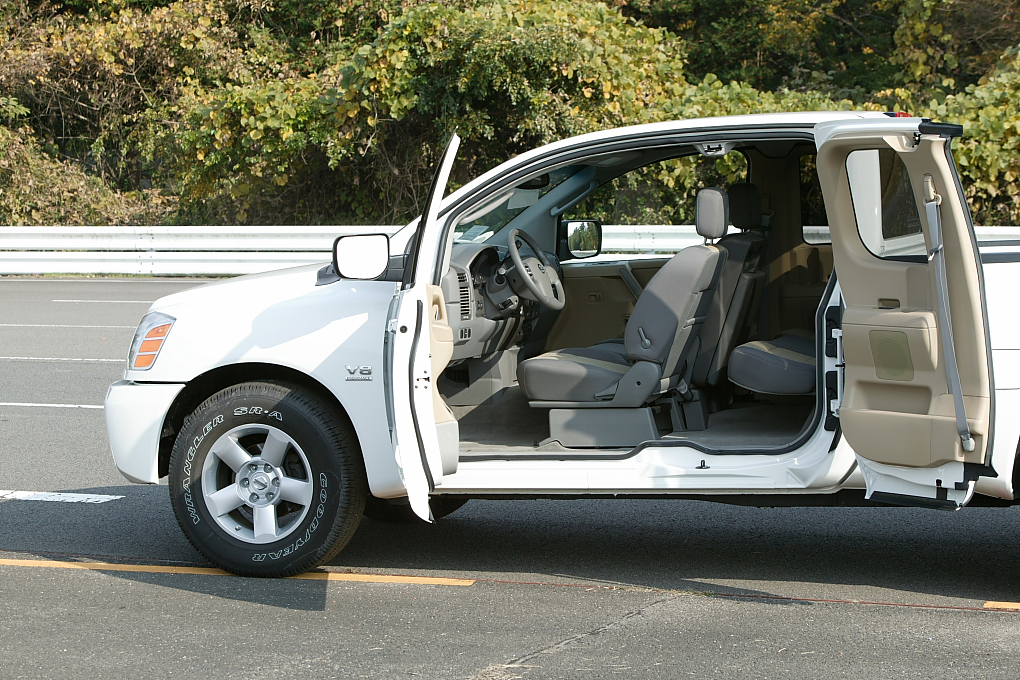
Nissan Titan King cab del 2005

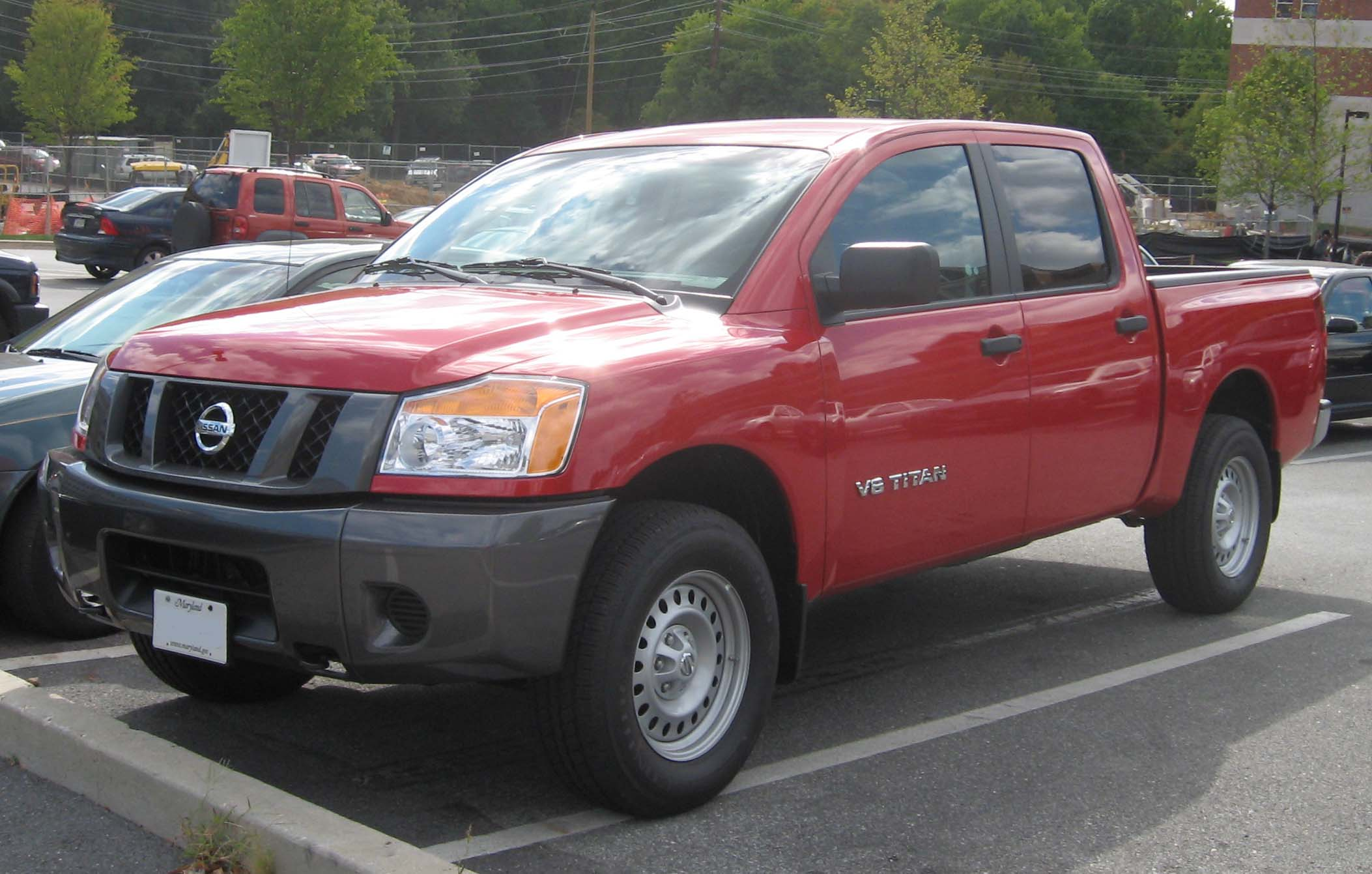
Nissan Titan del 2008

La pickup de Nissan s'ofereix en diferents carrosseries, com la Crew Cab que té un llit de 5'7" (1,7 m); la King Cab -extended cab- amb un llit de 6'7" (2,0 m) i un motor V8 de 5.6L VK56DE de 305 cv @ 4900 rpm i 514 N·m @ 3600 rpm de torsió; aquesta potència s'augmenta l'any 2007: 317 cv @ 5200 rpm i 522 N·m @ 3400 rpm.
Amb aquest V8, la Titan pot cobrir el 0-60 mph en 7,2 s; 0-100 mph en 16,6 s i la velocitat màxima és 112 mph (180 km/h; velocitat governada). El quart de milla el cobreix en 16 s @ 89 mph (143 km/h).
De cara a l'any 2008 s'ofereix en opció un llit més llarg a la Crew Cab (passa a ser de 7 peus, 2,1 metres) i per la King Cab (passa a ser de 8 peus, 2,4 metres). Les versions amb un llit més llarg afegeixen un dipòsit de 140 litres (37 US/gal).
Els paquets d'equipament són el XE, SE, Pro-4X i LE.
Dimensions de la Titan:
La Batalla (Wheelbase) difereix si és SWB o LWB (curta o llarga): 139.8 in (3,551 m) i 159.4 in (4,049 m) respectivament.
La Llargada (Length) és de 224,2 in (5,695 m) i la LWB és de 244.3 in (6,205 m); a partir del 2008 la versió SWB és de 224,6 in (5,705 m).
L'Amplada (Width) és de 78.8 in (2,002 m); a partir del 2008, 79.5 in (2,019 m).
L'Alçada (Height) difereix si és Crew o King cab i si és AWD o 2WD:
King cab 2004-2007: 76.6 in (1,946 m) AWD; 75.0 in (1,905 m) 2WD.
Crew cab 2004-2007: 76.7 in (1,948 m) AWD; 75.1 in (1,908 m) 2WD.
King cab 2008 AWD-: 76.1 in (1,933 m) SWB; 76.0 in (1,930 m) LWB.
King cab 2008 2WD: 74.6 in (1,895 m).
Crew cab 2008-: 74.7 in (1,897 m) SWB.
Pro-4X King cab AWD SWB: 76.6 in (1,946 m).
LE King cab: 76.4 in (1,941 m), AWD SWB; 74.8 in (1,900 m), 2WD SWB.

### Crítiques
Principalment s'han centrat en 2 aspectes: el no oferir una cabina regular (només la King i Crew cab), encara que a 2008 ofereix algunes modificacions però sense oferir la regular; oferir una única opció mecànica, el 5.6 V8 i no oferir un motor V6.
També ha estat criticat per la baixa qualitat dels materials interiors.

## Seguretat
En seguretat, la NHTSA ha atorgat les següents puntuacions:
- 5 estrelles pel conductor i 4 pel copilot en el test de xoc frontal per la Nissan Titan 2008 Crew cab.[1]
- 5 estrelles pel conductor i 4 pel copilot en el test de xoc frontal per la Nissan Titan 2008 Extended cab.[2]

Per part de la IIHS:
- Atorga la qualificació de "good" en el test de xoc frontal pel model Nissan Titan King Cab del 2004.[3]

## Informació mediambiental
El Nissan Titan del 2008 2WD té un motor flexible amb el que obté uns consums de 17 mpg (13,8 l/100 km) en carretera i 12 mpg (19,6 l/100 km) en ciutat, amb una mitjana de 14 mpg (16,8 l/100 km) i unes emissions de 13,1 tones de CO₂ anuals (equival a 24.5 barrils anuals).
Utilitzant l'E85 obté uns consums de 13 mpg (18,1 l/100 km) en carretera i 9 mpg (26,1 l/100 km) en ciutat, amb una mitjana de 10 mpg (21,4 l/100 km) i unes emissions d'11,1 tones de CO2 anuals (equival a 8 barrils anuals).